# Закрученка низька
Закрученка низька (Tortella humilis) — вид мохів порядку потіальних (Pottiales).

## Поширення
Батьківщиною є Європа, Африка, Північна Америка, Південна Америка, Азія.
Населяє Туєві болота й болотисті місцевості, біля струмків, тверді та хвойні ліси, сухі, оголені або вологі та затінені місця, кору біля основи дерев, кислі чи основні субстрати, тріщини й поверхні скель, піщаний або гумусовий ґрунт, органічне сміття, будівельний розчин та цеглу, бетон, морські та внутрішні ліси; від низьких до помірних висот.

## Характеристика
Рослини зазвичай тьмяні та темно-зелені до брудно-жовто-зелених дистально, від коричневих до чорних проксимально, як правило, компактні. Стебла майже відсутні чи до 0.5(0.7) см, центральна нитка чітка. Стеблові листки 1.5–3.5(4) мм. Вид автоіктичний (чоловічі й жіночі органи на одній рослині, але на окремих гілках). Коробочкові ніжки ≈ (0.5)0.7–1.7 см; одна на перихетій, але часто три-чотири на рослину з різних гілок. Коробочка 1.5–3 мм. Коробочки дозрівають навесні.